# Duque de Caxias
Duque de Caxias (Hertig av Caxias) är en stad och kommun i Brasilien och ligger i delstaten Rio de Janeiro. Den är belägen vid Guanabarabukten, strax norr om Rio de Janeiro, och ingår i denna stads storstadsområde. Kommunen har cirka 880 000 invånare, med cirka 340 000 boende i centralorten.

## Administrativ indelning
Kommunen var år 2010 indelad i fyra distrikt:
- Campos Elyseos
- Duque de Caxias
- Imbariê
- Xerém

## Demografi
| Område              | Areal (km²)   | Invånarantal 1 augusti 2000 | Invånarantal 1 augusti 2010 | Invånarantal 1 juli 2014 |
| ------------------- | ------------- | --------------------------- | --------------------------- | ------------------------ |
| Kommun              | 467,62        | 775 456                     | 855 048                     | 878 402                  |
| Urban befolkning    | Ingen uppgift | 772 327                     | 852 138                     | Ingen uppgift            |
| ...varav centralort | Ingen uppgift | 338 543                     | 341 304                     | Ingen uppgift            |

I kommunen ingår även orterna Campos Elyseos, Imbariê och Xerém.